# Compo
La Compo GmbH (COMPO) con sede a Münster è un produttore tedesco di fertilizzanti e biochimici per l'agricoltura e giardinaggio. La società ha due linee di prodotto Consumer e Expert.

## Storia
L'origine societaria risale al 1956 a Münster sotto il nome di Holländisch-Deutsche Düngemittel-Gesellschaft Todenhagen & Sprenger KG attraverso E.H. Sprenger e con i prodotti a marchio Compo Sana. Nel 1964 nasce il marchio Compo-Primel.
Nel 1967 viene acquisita al 50% dalla Salzdetfurth AG (oggi K+S); viene così fondata assieme alla „Salzdetfurth Verkaufskontor GmbH“ la società „Salzdetfurth COMPO-Werk GmbH & Co. KG“ a Handorf. La Wintershall nel 1971 acquisisce dal fondatore E. H. Sprenger il 50% della società „Salzdetfurth COMPO-Werk GmbH & Co. KG“.
Nel 1972 la Salzdetfurth cede il 50% delle quote alla K+S. La Wintershall compra nel 1976 il 50% di Compo dalla BASF diventandone proprietaria totalmente.
Nel 1999 la K+S per 420 mln. di DM ricompra Compo dalla BASF. K+S ingloba nella stessa divisione la Fertiva e la divisione "profi" della Compo nella "K+S Nitrogen".
Nel marzo 2011 la Compo per 205 mln. di Euro viene ceduta al Private Equity Triton Partners.
Nel 2016 avviene il passaggio alla cinese Kingenta Ecological Engineering Group. Nel giugno 2021, Compo è stata rivenduta all'investitore finanziario Duke Street Capital.